# LGM-35 Sentinel
LGM-35 Sentinel je perspektivní americká pozemní mezikontinentální balistická raketa (ICBM) vyvíjená společností Northrop Grumman v rámci programu Ground Based Strategic Deterrent (GBSD). Ve službě má nahradit balistické rakety LGM-30G Minuteman III, které jsou provozovány od roku 1970. Počátečních operačních schopností má systém dosáhnout v roce 2029. Ve službě by pak měl zůstat nejméně do roku 2070.
Vývoj balistických raket LGM-35 je součástí rozsáhlé modernizace americké jaderné triády. Mezi její další součástí patří strategické bombardéry B-21 Raider, střely s plochou dráhou letu AGM-181 LRSO a raketonosné ponorky třídy Columbia.

## Vývoj
Program vývoje americké balistické rakety nové generace GBSD byl zahájen roku 2016. Plánována byla výroba 642 raket GBSD. Náklady na celý program tehdy byly odhadovány na 85 miliard dolarů. O vývoj rakety projevily zájem společnosti Boeing (výrobce rakety Minuteman), Lockheed Martin a Northrop Grumman. V soutěži uspěla společnost Northrop Grumman (Boeing ze soutěže odstoupil). V roce 2020 Northrop Grumman získal 13,3 miliard dolarů na osmiletou fázi vývoje označovanou jako EMD (Engineering and Manufacturing Development). Ta zahrnuje vývoj, stavbu a zkoušky prototypů. Po jejím úspěšném skončení by měla začít malosériová výroba rakety. Pro snížení rizik mají být při vývoji střely využita již osvědčená řešení, technologie a komponenty. Počátečních operačních schopností IOC (Initial Operating Capability) by měl systém dosáhnout roku 2029.

## Konstrukce
LGM-35 je třístupňová balistická raketa. Oproti svým předchůdcům má být celý systém modulární, což usnadní jeho údržbu a budoucí modernizace. Bude vypouštěna z podzemních sil. Ponese neupřesněný počet samostatně naváděných termonukleárních hlavic W87-1 o síle 475 kT.